# 花のオランダ坂
『花のオランダ坂』（はなのオランダさか）は宝塚歌劇団のミュージカル作品。
作・演出は菊田一夫、演出は鴨川清作。

## 物語
※1962年・初演のデータを参照にした。
舞台は長崎市。オランダの貿易商のヘンドリック・ヅーフは、遊女のつると愛し合うようになる。だが、十年後、オランダとスペインによる戦争が起こり、ヅーフは、妻と子どもを残してオランダに帰らねばならなくなる。ヅーフを待ち続けるつるは、胸の病気を発症することになる。

## 上演記録
1962年 雪組公演
7月3日から7月30日まで宝塚大劇場で公演された。
形式名は「ミュージカル・ロマンス」。12場。
併演作品は『ナンバー・ワン』。
1963年 雪組公演
3月30日から4月25日まで東京宝塚劇場で公演された。
併演作品は『ブラック・キャンドル<あなたは追われている・改題>』。
1963年 雪・星組合同公演
9月25日から9月29日まで熊本、久留米、福岡で公演された。
併演作品は『ナンバー・ワン』。
1967年 雪組公演
9月1日から9月28日まで宝塚大劇場、11月2日から11月26日まで東京宝塚劇場で公演された。
宝塚公演の形式名は「ミュージカル・ロマンス」で12場。
併演作品は『シャンゴ』。
1974年 月組公演
6月27日から7月24日（新人公演：7月6日）まで宝塚大劇場、4月2日から4月27日まで東京宝塚劇場で公演された。
宝塚公演の形式名は「ミュージカル・ロマンス」で12場。
宝塚公演の併演作品は『インスピレーション』、東京公演の併演作品は『ロマン・ロマンチック』。

## スタッフ

### 1962年（宝塚大劇場公演）
- 音楽：入江薫[8]、寺田瀧雄[8]
- 音楽指揮：野村陽児[8]
- 振付：河上五郎[8]
- 装置：渡辺正男[8]
- 衣装：小西松茂[8]、中川菊枝[8]
- 照明：大庭三郎[9]
- 音響・録音：松永浩志[9]
- 小道具：生島道正[9]
- 効果：松岡知一[9]
- 演出補：小原弘宣[9]

### 1967年（宝塚大劇場公演）
- 音楽：入江薫[10]、寺田瀧雄[10]
- 音楽指揮：野村陽児[10]
- 振付：河上五郎[10]
- 装置：渡辺正男[10]
- 衣装：小西松茂[10]、中川菊枝[10]
- 照明：棚橋守[11]
- 録音：松永浩志[11]
- 小道具：生島道正[11]
- 効果：坂上勲[11]
- 演出補：小原弘宣[11]
- 制作：野田浜之助[11]

### 1974年（宝塚大劇場公演）
- 音楽：入江薫[12]、寺田瀧雄[12]
- 音楽指揮：野村陽児[12]
- 振付：河上五郎[12]
- 装置：渡辺正男[12]
- 衣装：小西松茂[12]、中川菊枝[12]
- 照明：今井直次[13]
- 録音・音響：松永浩志[13]
- 小道具：上田特市[13]
- 効果：中田正廣[13]
- 演出補：酒井澄夫[13]
- 演出助手：三木章雄[13]
- 制作：野田浜之助[13]

## 主な配役（宝塚大劇場公演）

### 1962年
- ヘンドリック・ヅーフ - 真帆志ぶき[1]
- つる - 加茂さくら[1]
- 松平図書 - 松乃美登里
- アルフォンゾ - 里美千尋
- 丈吉 - 秩父美保子
- 幼時の丈吉 - 可奈潤子
- かめ（つるの母） - 大路三千緒
- 太夫ぼたん/幻想のツル - 三鷹恵子
- 弥平太 - 安芸ひろみ

※ローザ - 北原真紀

### 1967年
- ヘンドリック・ヅーフ - 真帆志ぶき[2][10]
- ツル - 加茂さくら[2][10]
- 松平図書 - 松乃美登里[2]
- アルフォンゾ - 牧美佐緒[2][10]
- 丈吉 - 汀夏子[10]
- 幼時の丈吉 - 可奈潤子[10]
- ツルの母 - 大路三千緒[10]
- 太夫ぼたん/幻想のツル - 三鷹恵子[10]
- 弥平太 - 亜矢ゆたか[10]
- ローザ - 竹里早代[10]

### 1974年
本公演
※（）の文字は当時の所属組。
- ヅーフ - 真帆志ぶき（専科）[3]
- つる - 初風諄[3]
- かめ（つるの母） - 大路三千緒（雪組）[3]
- 松平図書 - 美山しぐれ[14]
- アルフォンゾ - 大滝子[14]
- 丈吉 - 榛名由梨[14]
- 幼い丈吉 - 北原千琴[14]
- ローザ - 小松美保[14]
- 弥平太 - 麻生薫[14]
- 太夫ぼたん/幻想のつる - 千草美景[14]

新人公演
- ヅーフ - みさとけい[6]
- つる - 城月美穂[6]

## 主な楽曲
- 私は桃の花が好き
- 春！あの人が帰ってくる

備考
A面 私は桃の花が好き
真帆志ぶき 加茂さくら
B面 落葉散る丘の小径 内重のぼる
宝塚管弦楽団
1964年 COLOMBIA (SAS-412)EP盤
入江薫 宝塚歌劇作品集(全18曲)(CD) TCAC-105A
17．私は桃の花が好き（「花のオランダ坂」より　昭和37年初演）／真帆志ぶき・加茂さくら
18．春！あの人が帰ってくる（「花のオランダ坂」より　昭和37年初演）／加茂さくら